# Comunitat Econòmica dels Països dels Grans Llacs
La Comunitat Econòmica dels Països dels Grans Llacs (francès Communauté économique des Pays des Grands Lacs, CEPGL) és una organització internacional creada el setembre de 1976 per a la integració econòmica i facilitar la circulació de mercaderies i persones entre diferents països de la regió dels Grans Llacs d'Àfrica central, Burundi, Zaire (República Democràtica del Congo), i Ruanda. Té la seu a Gisenyi al districte de Rubavu, província de l'Est (Ruanda).

## Història
El 1994, la crisi de Burundi i el genocidi ruandès van enfonsar la CEPGL en una profunda crisi. I el 1996, tots els acords van ser suspesos a conseqüència de l'agressió de la sobirania territorial del Zaire per les tropes de l'Aliança de Forces Democràtiques per a l'Alliberament del Congo (AFDL) i l'Exèrcit Patriòtic Ruandès (APR).
El 2004, Louis Michel, el canceller de Bèlgica va convidar els ministres d'Exteriors de la República Democràtica del Congo, Ruanda i Burundi al Palau d'Egmont a Brussel·les per discutir modalitats per a un possible ressorgiment de la CEPGL.
El 2008 es decideix un renaixement de la CEPGL, confirmat a l'agost de 2010, després d'una reunió entre els presidents de Ruanda i Burundi, Paul Kagame i Pierre Nkurunziza. Tanmateix, no s'ha produït cap reunió entre els organismes de la cimera des de 2007, tot i la crida del seu secretari en 2018, Herman Tuyaga, per rellançar l'organització.
La CEPGL té com a objectiu la integració econòmica regional entre els seus tres països membres, la lliure circulació de persones, béns i capitals, seguretat regional i el finançament d'institucions comunes en els àmbits de les finances, la recerca i energia.

## Membres
- Ruanda
- Burundi
- R.D. del Congo

## Institucions de la CEPGL
- Banc de Desenvolupament dels Estats de Grans Llacs (BDEGL)
- Institut de Recerca Agronòmica i Zootècnica (IRAZ)
- Societat Internacional d'Energia dels Grans Llacs (SINELAC)
- Energia dels Grans Llacs (EGL)